# Uda-Clocociov
Uda-Clocociov é uma comuna romena localizada no distrito de Teleorman, na região de Muntênia. A comuna possui uma área de 35.97 km² e sua população era de 1890 habitantes segundo o censo de 2007.